# Binh Dai
Binh Dai é um distrito (em vietnamita: huyen) da província de Ben Tre, na  região do Delta do Rio Mekong, no Vietname. Sua população, de acordo com estimativas de 2004, era de 131 813 habitantes e possui uma área de 381 km². A capital do distrito é Binh Dai. 